# A Lake, Ontario
A Lake är en sjö i Kanada. Den ligger i distriktet Sudbury och provinsen Ontario, i den sydöstra delen av landet, 500 km nordväst om huvudstaden Ottawa.